# Barillas
Barillas é um município da Espanha
na província e comunidade autónoma de Navarra. Tem 2,90 km² de área e em 2021 tinha 236 habitantes (densidade: 81,4 hab./km²).

## Demografia
| Variação demográfica do município entre 1991 e 2004 | Variação demográfica do município entre 1991 e 2004 | Variação demográfica do município entre 1991 e 2004 | Variação demográfica do município entre 1991 e 2004 |
| --------------------------------------------------- | --------------------------------------------------- | --------------------------------------------------- | --------------------------------------------------- |
| 1991                                                | 1996                                                | 2001                                                | 2004                                                |
| 210                                                 | 211                                                 | 198                                                 | 206                                                 |